# Hotchkiss Anjou
La Anjou era un'autovettura di fascia alta prodotta dal 1950 al 1954 dalla Casa automobilistica franco-statunitense Hotchkiss.

## Breve profilo
Si tratta del primo modello prodotto dalla Hotchkiss dopo essere stata assorbita dalla Peugeot. È stata presentata al Salone dell'automobile di Parigi del 1950 ed in pratica non era che un lieve aggiornamento della Hotchkiss Artois. Niente di nuovo quindi rispetto alla vettura che l'ha preceduta. Stilisticamente, la Anjou era conforme agli standard dell'epoca, tra la fine degli anni quaranta e l'inizio degli anni cinquanta del XX secolo. Il telaio separato a longheroni e traverse in acciaio ospita sospensioni anteriori a ruote indipendenti con molle elicoidali e posteriori ad assale rigido con balestre semiellittiche. La Anjou era disponibile in due motorizzazioni: la più piccola era lo storico 4 cilindri da 2312 cm³ in grado di erogare 72 CV. La versione di punta montava invece un motore a 6 cilindri in linea da 3485 cm³, in grado di erogare 125 CV di potenza massima e di spingere la vettura fino a sfiorare i 140 km/h di velocità massima.

La versione 2.3 era anche conosciuta come 1350 o 13.50, mentre la versione da 3.5 litri era anche nota come 2050 o 20.50: in tali denominazioni, le prime due cifre indicavano la potenza fiscale, mentre le altre due indicavano l'anno di presentazione.

Rimanendo sempre nell'ambito della meccanica, però, si ritrova l'aspetto più interessante della Anjou nella trasmissione, ed in particolare nel cambio elettromagnetico Cotal, che può essere definito un antenato dei più moderni cambi sequenziali e che, oltre ad essere dotato di 4 marce in avanti, ha persino quattro marce indietro!

La 2050 balzò agli onori delle cronache in quegli anni, in occasione di una storica rapina di un treno postale: quasi tutti i malviventi furono arrestati, tranne il capobanda, del quale si ritrovò solo una vettura nei pressi della sua abitazione. Tale vettura era una Hotchkiss 2050. In realtà non fu mai dimostrato che tale vettura appartenesse al malvivente, ma nell'immaginario collettivo, la 2050 divenne l'auto dei banditi.

La Anjou fu tolta di produzione alla fine del 1953, ma gli ultimi esemplari furono venduti fino all'inizio del 1954.